# Іванівка (Петропавлівська сільська громада)
Іва́нівка — село в Україні, у Петропавлівській сільській громаді Куп'янського району Харківської області. Населення становить 135 осіб. До 2020 орган місцевого самоврядування— Ягідненська сільська рада.

## Географія
Село Іванівка знаходиться між селами Ягідне і Степова Новоселівка. На відстані 2 км знаходиться залізнична станція Кислівка, за 4 км — колишнє село Загоруйківка.

## Історія
1900 рік — дата заснування.
Під час організованого радянською владою Голодомору 1932—1933 років померло щонайменше 13 жителів села.
12 червня 2020 року, відповідно до Розпорядження Кабінету Міністрів України  № 725-р «Про визначення адміністративних центрів та затвердження територій територіальних громад Харківської області», увійшло до складу Петропавлівської сільської громади.
19 липня 2020 року, в результаті адміністративно - територіальної реформи та ліквідації колишнього Куп'янського району, село увійшло до складу Куп'янського району Харківської області.

## Економіка
- Свино-товарна ферма.

## Відомі люди
- Труфанов Микола Іванович (1876—1945) — протоєрей, парох Української Свято-Покровської церкви у Харбіні (1925—1945)